# Raión de Frólovo
El raión de Frólovo (ruso: Фро́ловский райо́н) es un distrito administrativo y municipal (raión) ruso perteneciente a la óblast de Volgogrado. Se ubica en el centro de la óblast. En 2021, el raión tenía una población de 14 028 habitantes.
Su capital, a efectos de desconcentración administrativa de los órganos federales y de la óblast, es la ciudad de Frólovo, que no forma parte del raión al estar constituida como un ókrug urbano aparte. Sin embargo, la sede del autogobierno local del raión municipal se ubica desde 2014 en Prígorodni, un área periférica del norte de Frólovo, que sí forma parte del raión por considerarse oficialmente una localidad rural aparte.
El principal curso de agua del raión es el río Archeda, que atraviesa el centro del territorio distrital de este a oeste. La ciudad de Frólovo forma un enclave en el centro-suroeste del raión y también es atravesada por el Archeda. El territorio del raión es completamente rural.

## Subdivisiones
Comprende 46 localidades rurales, agrupadas en los siguientes once asentamientos rurales:
- Archedino-Chernúshinski (con sede en Obraztsý)
- Bolshói Lychak
- Vetiútnev
- Dudáchenski
- Krásnyye Lipki
- Lychak
- Malodélskaya
- Pisariovka
- Prígorodni (sede del raión municipal)
- Ternovka
- Shurúpovski